# Теологічний нонкогнітивізм
Теологічний нонкогнітивізм — філософська позиція, за якою релігійна мова, зокрема слово «бог», не несе в собі когнітивного сенсу. Часто вважається синонімом ігностицизму.

## Огляд
У залежності від того, що розуміється під сенсом, теологічний нонкогнітивізм може бути обґрунтований різними шляхами. З позиції верифікаціонізму американський філософ Майкл Мартін підсумовує, що релігійна мова безглузда, оскільки не може бути верифікована.
Доводячи, що за терміном «бог» немає ніякого визначення, американський публіцист Джордж Гамільтон Сміт виходить з його атрибутів. Він показує, що осмислених атрибутів бога не існує, є лише відносні або негативно визначені атрибути, що роблять термін безглуздим.
Для кожного вислову S теологічний нонкогнітивізм може бути сформульований наступним чином: S когнітивно безглуздо тоді і тільки тоді, коли висловлює неймовірне судження або не виражає ніякого. Вислів «X це чотиристоронній трикутник, який існує поза часом і простором, який не можна побачити чи виміряти, та активно ненавидить блакитні сфери» є прикладом неможливого судження. Незважаючи на те, що вислів виражає певну ідею, вона інкогерентна і тому не може бути прийнята до розгляду. Вона не піддається верифікації та неможлива. Аналогічним чином вислів «Y це те, що є» не виражає осмисленого судження поза близьким розмовним контекстом. У цьому світлі претензія вірити в існування X чи Y абсурдна в тому ж ступені, що й віра в існування «безбарвних зелених думок, які міцно сплять».
Такий погляд знаходить підтвердження в сучасній психології:
Науково-популярний журнал «Элементы»:

Психологічні експерименти показали, що далеко не всі релігійні ідеї, які є в людей, є цілком усвідомленими. Наприклад, люди на словах можуть визнавати, що Бог всемогутній і тому здатен займатись безліччю справ одночасно. Проте в ході спеціального тестування з'ясовується, що на несвідомому рівні люди вважають інакше — що Бог все-таки вирішує проблеми по черзі, одну за іншою. «Антропоморфізм» в представленнях людей про божество проявляються також в тому, що богів наділяють чисто людськими особливостями сприйняття, пам'яті, мислення, мотивації вчинків. Багато з цих поглядів не усвідомлюються самими віруючими та часто вступають в пряме протиріччя з тою вірою, яку вони сповідують на свідомому рівні.

Деякі нонкогнітивісти вважають, що позитивний атеїзм означає довіру концепції бога, оскільки фактично пропонує існування чогось зрозумілого у що можна не вірити. Це призводить до плутанини через широкого розповсюдження релігійної віри та загального використання послідовності букв «б», «о», «г», так начебто вже було прийнято угоду, що вона має певний когнітивний сенс. З цієї точки зору позитивні атеїсти помилково допускають, начебто концепція бога дійсно містить певне логічне твердження; втім, це залежить від того, яке конкретне визначення бога використовується.
Так як ігностицизм, послідовний теологічний нонкогнітивізм чекає зрозумілого визначення слова «бог» (як і будь-якого іншого метафізичного висловлювання, що претендує стати предметом обговорення), перш ніж стане можливим залучати аргументи «за» чи «проти» його існування.